# 福島町停留場

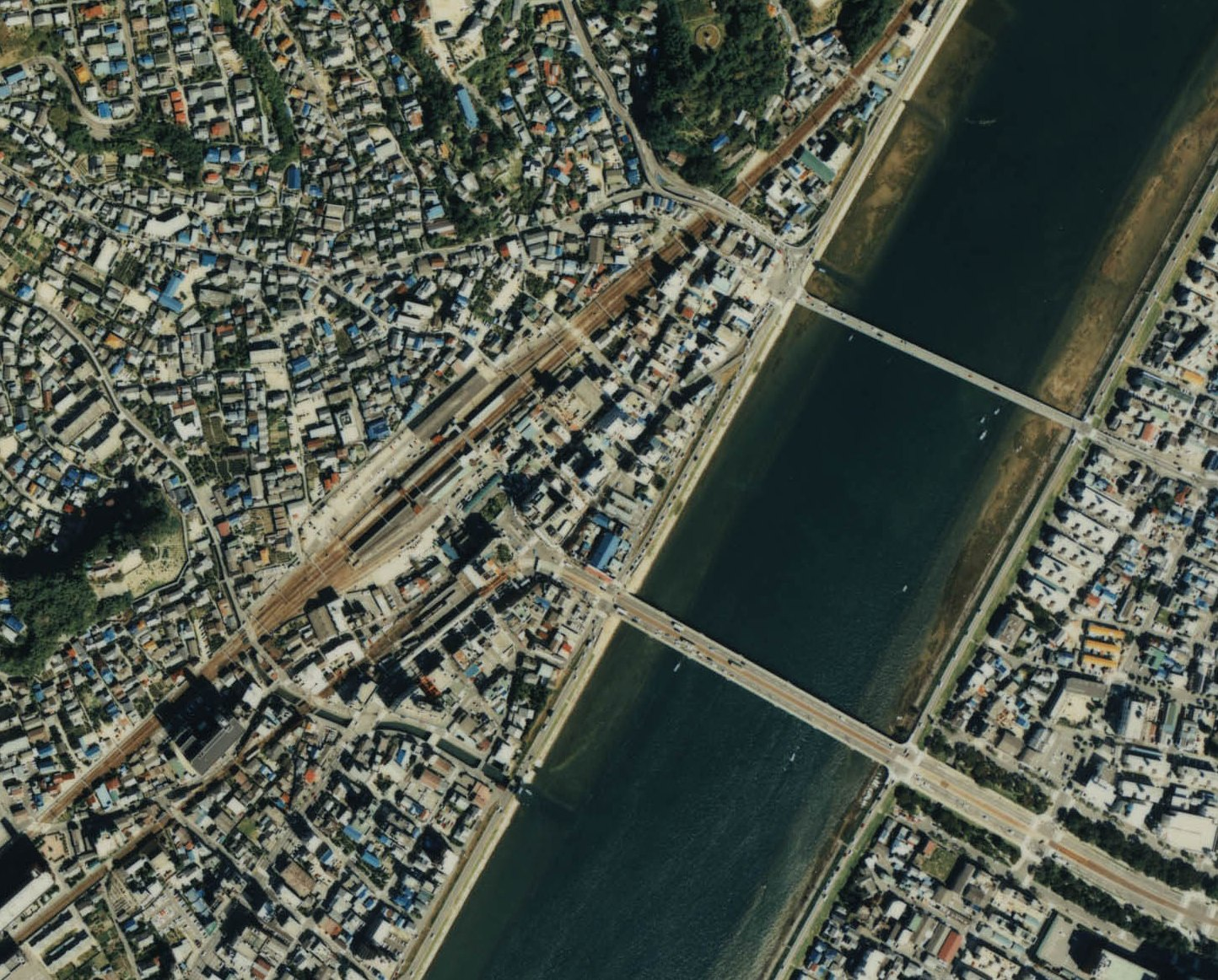
1988年。在中央下方橫跨的道路是平和大通，福島町停留場是位於防洪道右邊第2個路口的右邊。

福島町停留場（日语：／ Fukushima-cho teiryūjō */?），又稱福島町電車站，是位於廣島縣廣島市西區福島町二丁目，廣島電鐵本線的電車站。車站編號為M18。從電車站步行3分鐘即可到達西區公所，因此此站的副站名為西區公所前。

## 歷史
福島町停留場是在1912年（大正元年）12月，本線相生橋至己斐之間全線開通時啟用。但是當時的走線是於北邊，土橋方向至己斐之間為一條直線連接兩處。電車站當時位於現時的北邊。電車站位於山手川和福島川2條河流之間的土地內，本線設有路軌專用橋跨越該2條河流。在1945年（昭和20年）8月6日，廣島市被投下原子彈，使廣島電鐵市內線暫停營業，包括此站在內，本線己斐至西天滿町之間在被投下原子彈後3天的8月9日重開。
在1932年（昭和7年）至戰後，廣島市內一直進行太田川防洪道的工程，該工程是山手川擴寬，形成一條防洪道，同時把福島川填滿成為地面土地。因此跨越福島川的路軌專用橋完成使命，同時由於山手川需要擴寬，因此跨越該橋樑需要進行工程，而路線改經平和大通。在該道路上設有與路軌共用橋樑，名為新己斐橋。新橋位於舊橋的南邊。在1964年（昭和39年），路線已經改經新己斐橋，而福島町停留場遷移至新線上。
- 1912年（大正元年）12月8日 - 車站啟用[4]。
- 1945年（昭和20年）
  - 8月6日 - 廣島市被投下原子彈，車站暫停營業[3]。
  - 8月9日 - 本線西天滿町至己斐之間重開[5]。
- 1964年（昭和39年）9月1日 - 走線改變，使停車站遷移至現地[4]。當中首先遷移下行線，上行線在9月7日遷移[2]。

## 電車站構造
電車站是建造在共用行車道上。電車站設有2面2線的相對式月台，路線向東西兩方伸延，電車站的月台較狹窄。電車站北邊為前往廣島站方向的上行月台，南邊為前往廣電西廣島站方向的下行月台。

### 運行系統
此電車站是本線電車站之一。當中2、3系統駛入此站。
| 上行月台 | 0號線         | 前往日赤醫院前、廣電本社前 | 前往日赤醫院前、廣電本社前 |
| 上行月台 | 2號線         | 前往廣島站                 |                            |
| 上行月台 | 3號線         | 前往廣島港、宇品二丁目     |                            |
| 下行月台 | 2號線         | 前往廣電宮島口             |                            |
| 下行月台 | 2號線 · 3號線 | 前往廣電西廣島             |                            |

## 電車站周邊
電車站是位於平和大通接近西端的位置。周邊主要為住宅區和中小規模工場或事業所。太田川防洪道距離此站以西5分鐘步行距離。西區公所位於車站西南方し。電車站鄰近「西區公所前」巴士站。
- 廣島醉心調理製菓專門學校
- 廣島市西保健中心
- 廣島市西地域交流中心
- 福島生協醫院

## 相鄰電車站
廣島電鐵
■本線
西觀音町（M17）－福島町（M18）－廣電西廣島（M19）

## 注腳
1. 1 2 3 4 5  川島令三. . 【図説】 日本の鉄道. 第7巻 広島エリア. 講談社. 2012: 12・78頁. ISBN 978-4-06-295157-9 （日语）.
2. 1 2 3 4 5 6 7  《広電が走る街 今昔》63-65頁
3. 1 2  《広島電鉄開業100年・創立70年史》431頁
4. 1 2  《広電が走る街 今昔》150-157頁
5. ↑  《広島電鉄開業100年・創立70年史》124頁
6. ↑  川島令三.  中国篇 2. 草思社（日语：草思社）. 2009: 103–104. ISBN 978-4-7942-1711-0 （日语）.

## 外部連結
- 福島町 | 電車情報：電停指南 （页面存档备份，存于）（日語） - 廣島電鐵